# Tran Crag
Tran Crag är en bergstopp i Antarktis. Den ligger i Sydshetlandsöarna. Argentina, Chile och Storbritannien gör anspråk på området. Toppen på Tran Crag är 1 019 meter över havet.
Terrängen runt Tran Crag är kuperad åt nordväst, men åt sydost är den bergig. Trakten är glest befolkad. Närmaste befolkade plats är St. Kliment Ohridski Base, 8,0 kilometer nordväst om Tran Crag. 